# ونه‌را هاکوبیان
ونه‌را هوُسپی هاکوبیان (ارمنی: Վեներա Հովսեփի Հակոբյան؛  ۱۵ اوت ۱۹۰۴ – ۴ فوریهٔ ۱۹۸۸) یک بازیگر اهل ارمنستان بود. وی بین سال‌های - تا - میلادی فعالیت می‌کرد.

## زندگی‌نامه
وی در ۱۵ اوت ۱۹۰۴ در تفلیس به دنیا آمد .   وی همچنین برندهٔ جوایزی همچون هنرمند مردمی گرجستان شوروی شده‌است. وی در ۴ فوریهٔ ۱۹۸۸ در سن ۸۳ سالگی در تفلیس درگذشت.